# Симсон, Эдуард фон
Мартин Эдуард фон Симсон (нем. Martin Eduard Sigismund von Simson; 10 ноября 1810 года, Кёнигсберг — 2 мая 1899 года, Кройцберг) — немецкий политический деятель и юрист.

## Биография
Мартин Эдуард фон Симсон родился 10 ноября 1810 года в городе Кёнигсберге в зажиточной еврейской семье. В 1823 году вся семья перешла в протестантизм.
В 1835 году был назначен профессором римского права и судьей при Кёнигсбергском трибунале.
В 1848 году Симсон был выбран от Кёнигсберга во франкфуртский парламент, a через несколько месяцев — занял место президента Франкфуртского национального собрания. Как президент франкфуртского парламента, Симсон первым подписал своё имя под Конституцией германского народа, a затем он находился вместе с Габриелем Риссером во главе депутации, предложившей Фридриху-Вильгельму IV императорскую корону.
В значительной степени конституция 1848 года была делом рук Симсона, неся на себе отпечаток его личности. После отказа короля от предложенной ему короны Симсон удалился из национального собрания.
В 1849 году Симсон был избран в прусский ландтаг. В 1860—1861 годах Симсон был председателем прусской палаты депутатов, a в 1867 году северо-германского парламента и в качестве такового в 1871 году преподнес Вильгельму императорскую корону.
С 1871 по 1874 годы Симсон был председателем рейхстага.
В 1869 году канцлер Бисмарк предоставил ему пост президента учрежденного тогда кассационного суда во Франкфурте-на-Одере. С основанием Имперского верховного и Дисциплинарного судов в Лейпциге в 1879 году Симсон стал их первым президентом, занимая этот пост в течение 12 лет вплоть до выхода на пенсию.

## Труды
- «Geschichte des Königsbergers Obertribunals». — Ср.: Когут, «Знам. евреи»; Энц. слов. Брокг.-Ефр.; Jew. Enc., XI, 376.